# 瓦拉姆修道院

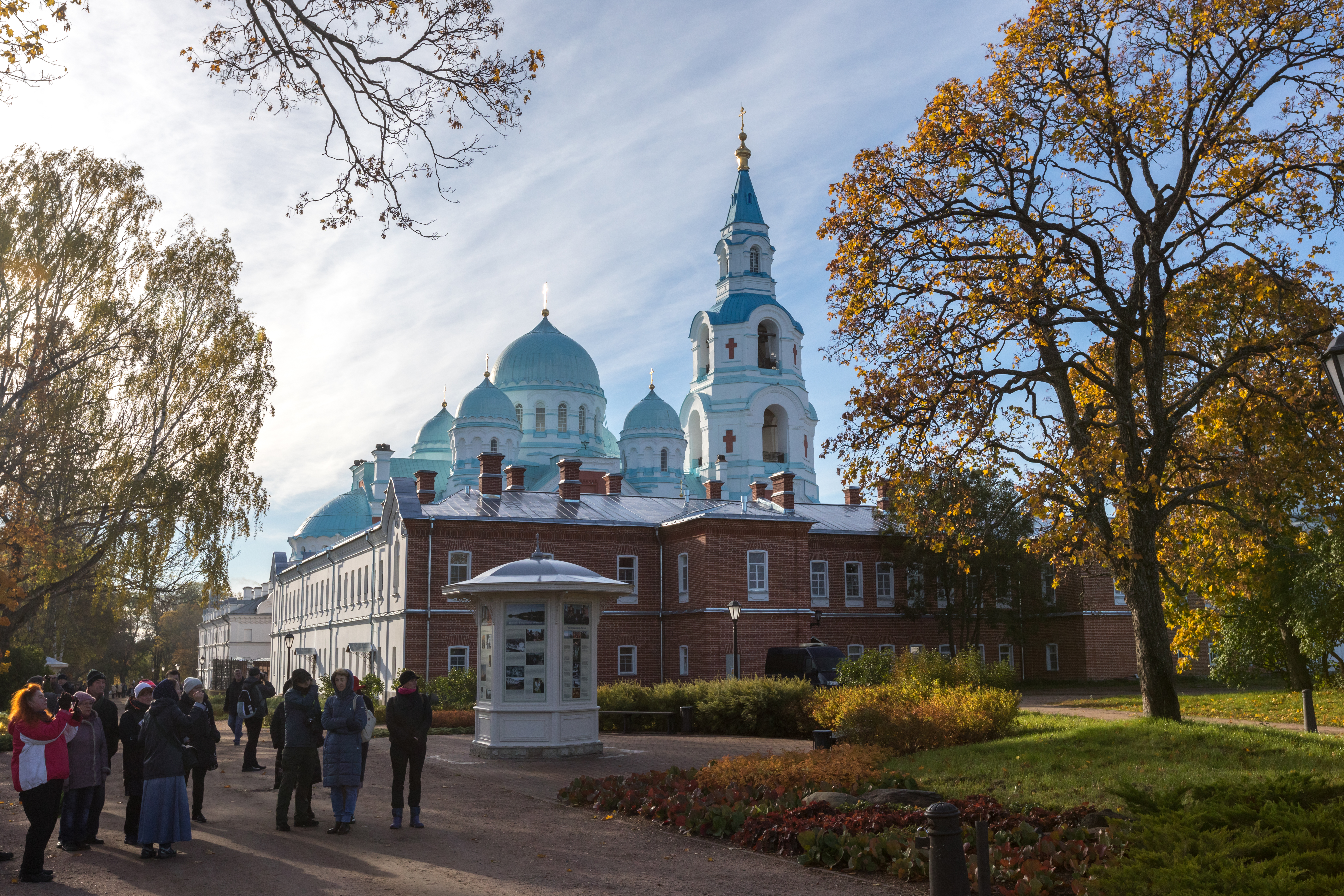
瓦拉姆修道院景色

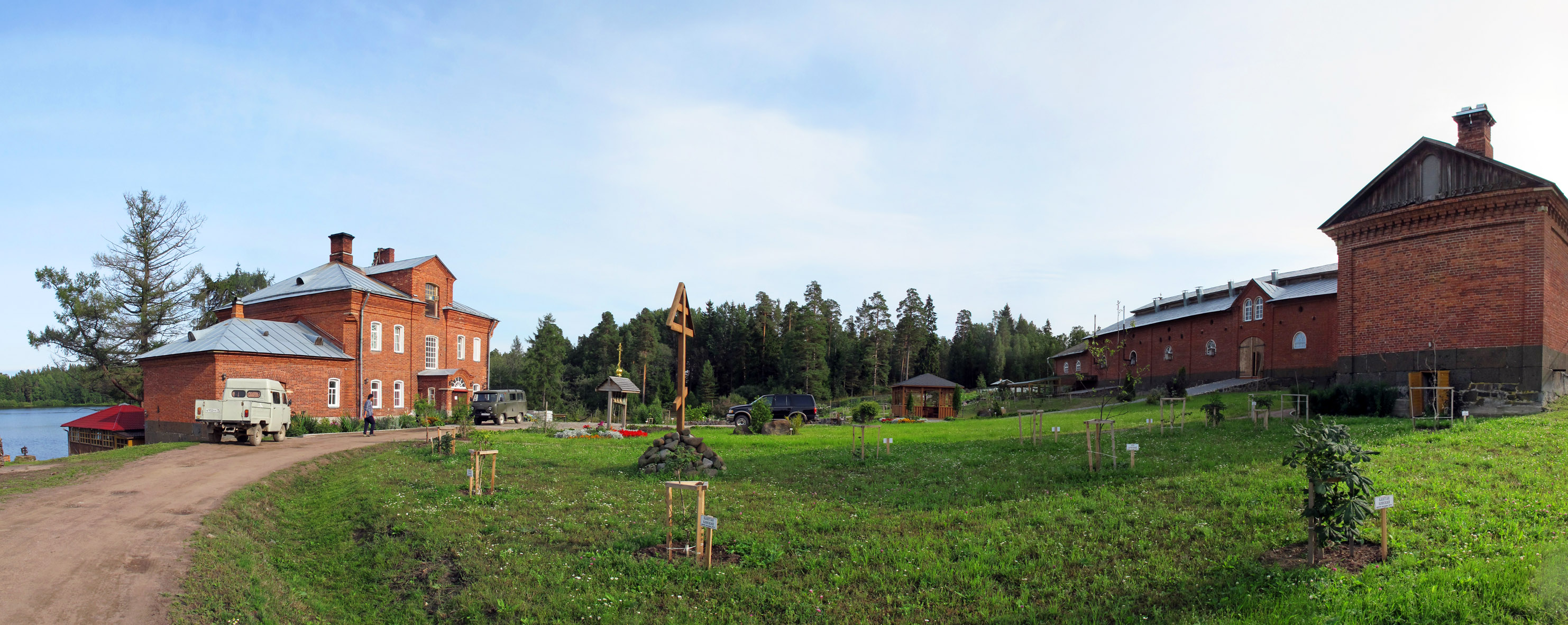
修道院的农场

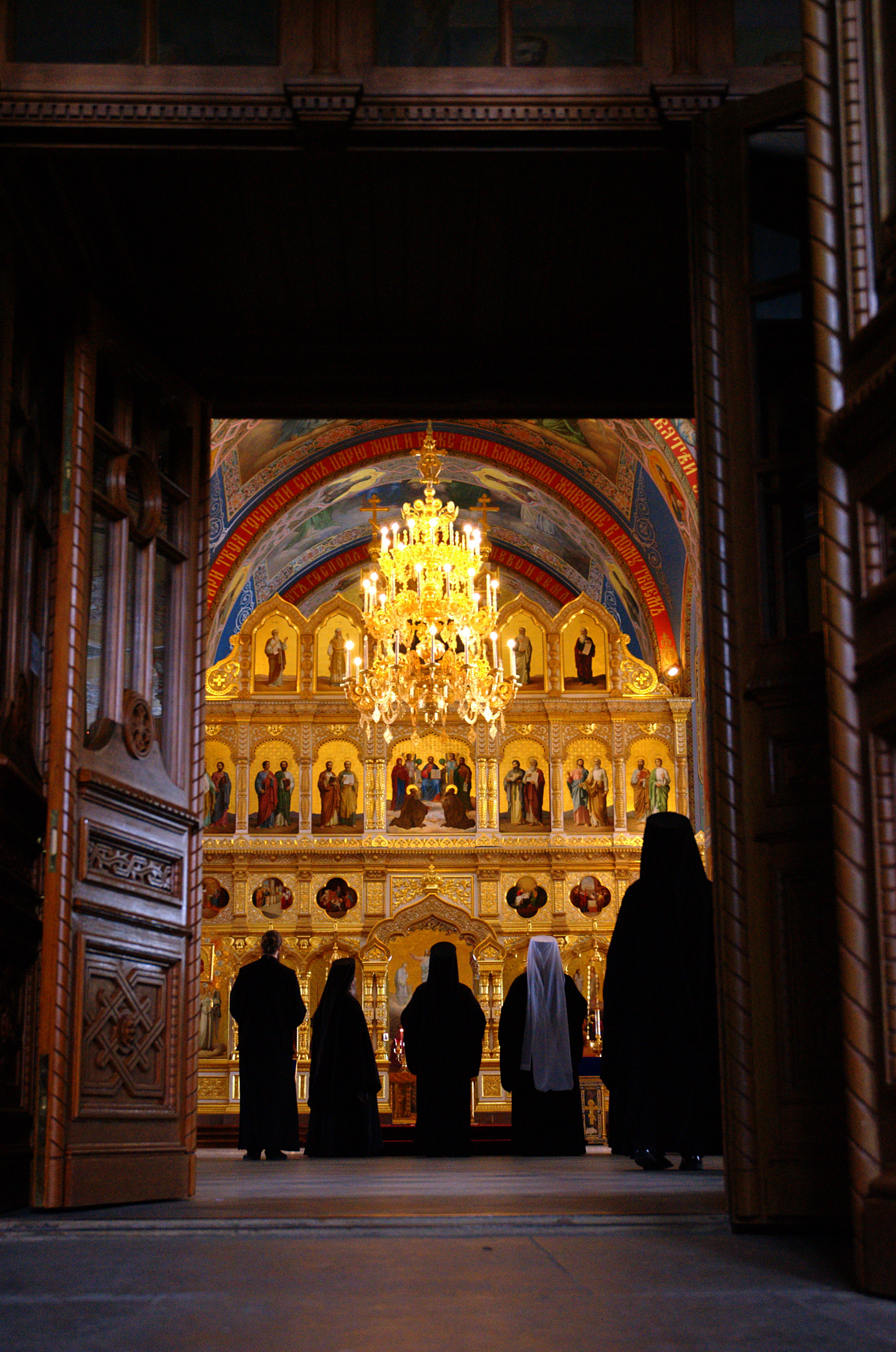
修道院教堂内的圣幛

瓦拉姆修道院（俄语：Валаамский монастырь）是一座位于俄罗斯卡累利阿地区拉多加湖中的修道院。12世纪由拜占庭僧侣圣塞尔吉乌斯及芬兰僧侣圣赫尔曼建立。由于在历史上坐落于瑞典与俄罗斯的边境上，该修道院曾因战争屡毁屡建。在俄罗斯彻底确定了在卡累利阿的统治后，修道院才安定下来。修道院曾是芬兰大公国的一部分，目前的瓦拉姆修道院是在被废弃五十年后，于1989年重新复兴的。它已成为俄罗斯一重要的宗教圣地和旅游景点。